# Planimetr

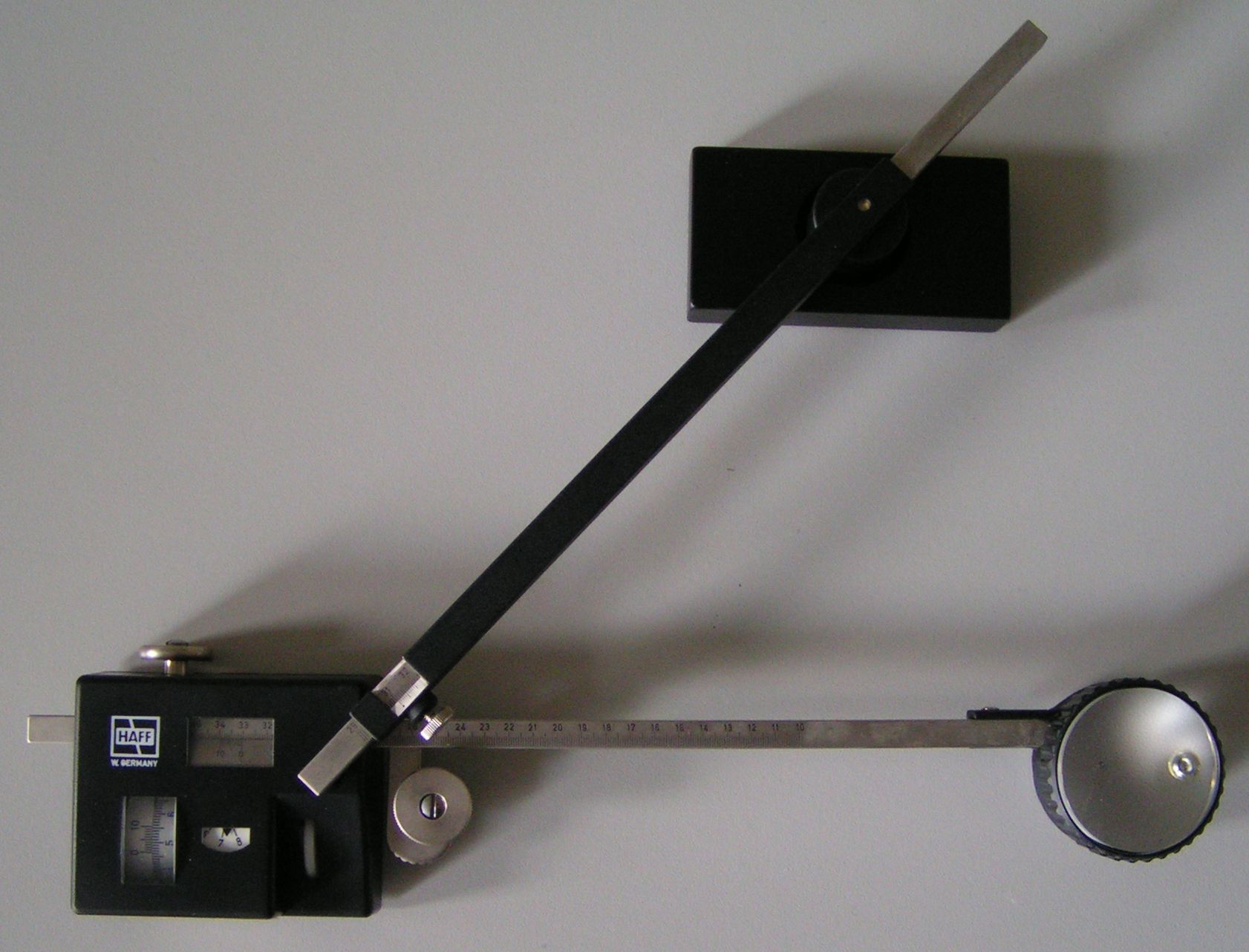
Planimetr

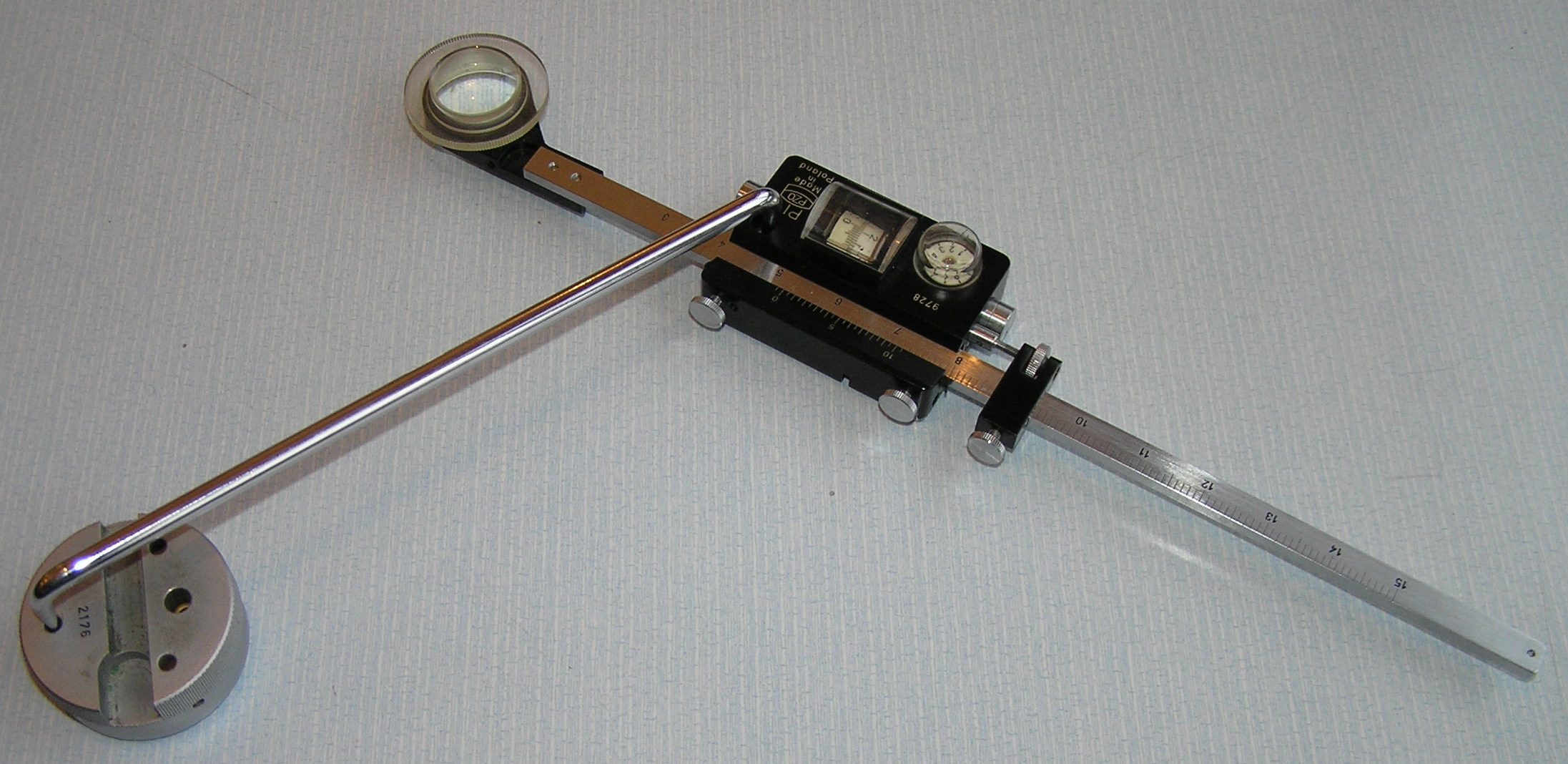
Planimetr

Planimetr – przyrząd mechaniczny lub elektroniczny do wyznaczania pola powierzchni figur płaskich.

## Historia
Za pierwszy uchodzi przyrząd J.M. Hermanna (1814), który jednak wkrótce przewyższony został wynalazkiem polskiego kartografa Juliusza Kolberga, opisanym 1820 w czasopiśmie Sylwan: „Opisanie składu i użycia planimetru nowo wynalezionego mierniczego narzędzia do dochodzenia powierzchni płaskich” (Feliks Kucharzewski 1902).

## Zasada działania
Planimetr jest to przyrząd składający się z dwóch ramion: biegunowego i wodzącego. Ramię wodzące posiada na jednym końcu wodzik, a na drugim kółko całkujące. Ramię biegunowe przymocowane jest do obciążnika stojącego na igłach, dzięki czemu nie przemieszcza się on po mapie.
Pomiar wykonuje się przez ustawienie nieruchomo części instrumentu z kółkiem całkującym na zewnątrz mierzonego pola i oprowadzenie wodzika po obwodzie tego pola zgodnie z ruchem wskazówek zegara. Odczytu dokonuje się z tarczy poziomej, bębna oraz noniusza. Wynikiem jest liczba czterocyfrowa.
Aby odczytać rzeczywiste pole powierzchni, należy wyznaczyć stałą planimetru. W tym celu należy pomierzyć planimetrem figurę o znanej powierzchni {\displaystyle (P1)} np. kwadrat o boku 10 cm albo koło o znanym promieniu. Wynik to różnica odczytów z planimetru po pomiarze {\displaystyle (n2)} i przed pomiarem {\displaystyle (n1).} Można wyzerować przyrząd przed przystąpieniem do pomiarów, wtedy wynikiem jest odczyt po dokonaniu pomiaru {\displaystyle (n2).} Następnie ze wzoru {\displaystyle (n2-n1)\cdot c1=P1} wylicza się stałą planimetru {\displaystyle c1{:}}
{\displaystyle c1=P1/(n2-n1).}
Aby przyspieszyć obliczenia, należy zmienić długość ramienia biegunowego z takiej, jaka była na początku R1 na taką R2, przy której stała c będzie równa np. 100. Długość tę wylicza się ze wzoru: {\displaystyle R2=R1\cdot c2/c1,} gdzie długość {\displaystyle R1} jest odczytaną, {\displaystyle c1} wyliczoną poprzednio, a za {\displaystyle c2} przyjmuje się w wysokości np. 100. Następnie reguluje się długość ramienia biegunowego na taką, jaką wyliczono i przyjmuje się do dalszych obliczeń stałą np. {\displaystyle c2=100.}
Teraz można już planimetrować szukane pola. Ich wielkość oblicza się ze wzoru:
{\displaystyle P=c2(n2-n1).}
Można pominąć ustalanie stałej {\displaystyle c2} i wyliczać pola ze wzoru {\displaystyle P=(n2-n1)\cdot c1,} gdzie {\displaystyle c1} to początkowa stała.